# Concord (Californië)
Concord is een stad in de Amerikaanse staat Californië en telt 121.780 inwoners. Het is hiermee de 177e stad in de Verenigde Staten (2000). De oppervlakte bedraagt 78.1 km², waarmee het de 196e stad is.

## Demografie
Van de bevolking is 10,7% ouder dan 65 jaar en bestaat voor 23,2% uit eenpersoonshuishoudens. De werkloosheid bedraagt 2,5% (cijfers volkstelling 2000).
Ongeveer 21,8% van de bevolking van Concord bestaat uit hispanics en latino's, 3% is van Afrikaanse oorsprong en 9,4% van Aziatische oorsprong.
Het aantal inwoners steeg van 111.197 in 1990 naar 121.780 in 2000.

## Klimaat
In januari is de gemiddelde temperatuur 6,9 °C, in juli is dat 23,2 °C. Jaarlijks valt er gemiddeld 325,1 mm neerslag (gegevens op basis van de meetperiode 1961-1990).

## Geboren
- Dave Brubeck (1920-2012), jazzcomponist en -pianist
- Tom Hanks (1956), (stem)acteur
- Julie Strain (1962-2021), actrice en model
- Sonya Eddy (1967-2022), actrice
- Charley Koontz (1987), acteur

## Plaatsen in de nabije omgeving
De onderstaande figuur toont nabijgelegen plaatsen in een straal van 8 km rond Concord.